# 莉莉·艾爾德林
莉莉·艾爾德林(Lillian "Lily" Aldrin)(1978年3月22日出生)是美國影集《追愛總動員》裡的一個角色。由Alyson Hannigan飾演。她是劇中另一個角色馬修·艾利克森的妻子，也是羅蘋·什貝斯基的好朋友。莉莉是幼稚園教師與業餘畫家。

## 角色歷史
莉莉出生成長於紐約布魯克林，父親是一個失意的桌上遊戲製造商，母親與父親在莉莉小的時候就離婚了。之後莉莉與母親同住，根據莉莉的說法，莉莉的母親相當支持女權獨立。因為父親的態度和人生觀偏差，所以莉莉和父親的關係並不好。在莉莉高中的時候有一個叫做Scooter的男朋友，最後莉莉在高中舞會上與他分手，但是Scooter依然持續追求莉莉。
　　因為莉莉從小就想當一個藝術家，遊覽世界各地。因此莉莉進入衛斯理大學主修藝術相關科系。在新生派對的第二天，莉莉在宿舍請馬修幫忙安裝音響，因而認識馬修，之後就跟馬修開始交往。而馬修的室友是泰德，所以三個人就成為好朋友。畢業之後，莉莉回到紐約當一個幼稚園教師。
　　在第一季的時候，馬修和莉莉尚未正式住在一起（雖然感覺她好像跟馬修泰德一起住），但是莉莉後來發現她的租屋處賣給了中國餐廳，所以後來莉莉和馬修才正式同居。
　　莉莉是一個非常友善，善於廚藝，對朋友也很照顧，可說是賢妻良母的角色。馬修尚在念法學院的時候，基本上可以說是莉莉在照顧馬修。巴尼發現他喜歡上羅蘋的時候也是第一個找上莉莉。但是也因為這樣的性格，因而多次介入泰德的戀情當中，使泰德多次與女朋友分手。甚至後來泰德與羅蘋交往的過程中，也因為莉莉的介入而導致兩人最後分手的結局。莉莉相當熱衷於藝術舞台劇的表演和觀看，但是往往太過難以理解而導致其他人很痛苦。
　　莉莉有點購物狂的嗜好，這也造成她負債累累，有很重的卡債問題。莉莉很重視自己的生日和各大節日，會在生日當天邀請朋友們一起慶祝拍照，並且做成相簿。莉莉的口風不緊，這也是大家各自的秘密容易洩漏的原因。莉莉曾經與馬修分手的那一段時間與巴尼同住過。(第二季第五集)有趣的是，莉莉因巴尼發現她比起他詭異的「趕走一夜情」的家具更有用，所以讓她留下扮演自己的妻子，莉莉途中演戲說的「我做脫衣舞孃讓你去讀醫學院…」這也剛剛好對能他們的分身，分身脫衣舞孃莉莉和婦科醫生巴尼。
　　在第八季的時候，因為莉莉和馬修搬回莉莉父親的家裡去住，因此跟莉莉的父親同居一段時間，這段時間莉莉的父親相當照顧他的孫子，這也讓兩人的關係改善許多。

## 花絮
- 莉莉曾經在第四季的時候有四集沒有現身(第四季第20集到第23集)，這是因為飾演莉莉的演員艾莉森·漢尼根當時懷孕。她也是本系列主角群當中唯一一位曾經暫時消失的角色。
- 莉莉的履歷上表示她會講流利的義大利語。不過在第九季第十二集的時候，她勉強地用破爛的義大利語說「我要向義大利的工作道別了，很悲傷」(I am goodbye to a job in Italian. Many sad.)，之後她宣稱她會加強義大利語。
- 在第六季第四集的時候莉莉說她聽的懂紐約地下鐵的廣播，但是往往地下鐵的動作都跟她說的相反。
- 第三季第七集的時候，顯示莉莉覺得有罪惡感的時候會撕開瓶子的標籤，這跟泰德在緊張的時候會撕開酒瓶的標籤類似。
- 莉莉可能是雙性戀，她曾經說過她想要有女同性戀的經驗，並且曾經多次對羅賓有過性幻想。
- 莉莉本系列當中第二知名的角色(第一名是巴尼·史廷森)，艾莉森·漢尼根曾多次以莉莉的角色獲得各種獎項的提名。
- 第三季第八集中，描述莉莉吃東西很大聲，就算她在吃棉花糖也一樣。
- 當艾莉森·漢尼根主演吸血鬼猎人巴菲的時候，她的角色曾經宣稱寫過 Doogie Howser, M.D. 的同人小說。而 Doogie Howser 正是由尼爾·柏德烈·夏里斯(巴尼)飾演。
- 莉莉這個角色懷孕的時候，艾莉森·漢尼根真的懷孕。
- 在艾莉森·漢尼根兩部知名的電視影集中，角色的名稱都是以植物的名稱命名，吸血鬼猎人巴菲的薇若(Willow)(柳樹)，以及莉莉(Lily)(百合花)。
- 莉莉的原型是由編劇之一的Craig Thomas（英语：Craig_Thomas_(screenwriter)）的妻子 Rebecca Alson-Milkman，Craig Thomas（英语：Craig_Thomas_(screenwriter)） 也是馬修的原型。 Rebecca 說如果讓艾莉森·漢尼根飾演莉莉，就同意以她本人為原型創作角色。
- 她是主角群中唯一沒有兄弟姊妹的角色。